# Tractat de Lodi
El Tractat de Lodi va ser un acord de pau entre el ducat de Milà i la República de Venècia signat el 4 d'abril de 1454 a Lodi, Llombardia, sobre les riberes del riu Adda.

## Antecedents
L'expansió del Ducat de Milà, governat per Felip Maria Visconti va entrar en conflicte amb la República de Venècia, iniciant-se les hostilitats el 1427 amb una victòria veneciana a la batalla de Maclodio, amb ajuda de la República de Florència, que no va aconseguir una pau duradora.
Convertit en un príncep italià amb la Conquesta del Regne de Nàpols, amb la mort de Felip Maria Visconti en 1447 Alfons el Magnànim va aspirar poc després a la successió com a duc de Milà, on es va proclamar la República Ambrosiana, i va participar en les aliances i lluites consegüents per l'hegemonia a Itàlia, que van facilitar la penetració de les grans potències a la península. En un bàndol van lluitar Milà, sota la direcció de Francesc I Sforza, i la República de Florència, darrere dels quals hi havia el Regne de França, i en l'altre el Ducat de Nàpols, la República de Venècia, el papat i l'Imperi.
La guerra no va modificar el mapa polític, però la caiguda de Constantinoble en 1453, va fer despertar el temor d'una amenaça otomana sobre Itàlia i els territoris venecians de l'Egeu, el que va propiciar un acord entre Milà i Venècia, que va acabar amb la pau de Lodi en 1454, a la qual després es van adherir Florència i Nàpols. L'objectiu dels signants, que començaven a témer l'hegemonia francesa, va ser mantenir l'equilibri interior de la península italiana, encara que això no va impedir al Magnànim continuar la seva particular guerra naval amb Gènova.

## Acords
L'acord de Lodi va establir un principi de balanç de poder en el nord italià i fronteres permanents entre el Ducat de Milà i la República de Venècia, que conservava totes les seves conquestes a la Terra Ferma, i adquiria Crema i Cremasque, Caravaggio, Vallate, Brignano, i Rivolta. Francesc I Sforza va ser confirmat com el duc governant de Milà i es comprometia a abstenir-se d'imposar peatges en la navegació del riu Adda en la seva confluència amb el Serio, la demolició de la fortalesa de Cereti, i intercanviar presoners. Nàpols, Florència, Savoia, Monteferrato, Siena, Màntua i es van incloure en el funcionament del pacte, i Gènova va ser deixat en llibertat de donar la seva adhesió.
Encara que el Regne de Nàpols es va incloure en el tractat, el tractat havia estat signat per complet sense el coneixement d'Alfons el Magnànim, que es va sentir profundament ferit i colèric en extrem.
El 30 d'agost de 1454 es va signar un tractat complementari entre Milà, Venècia i Florència, en el qual les parts es van assegurar mútuament la no-agressió. El Regne de Nàpols, els estats papals i les ciutats petites es van unir ràpidament sota el que es va anomenar la Lliga Italiana, reprenent el nom d'aquella lliga contra Roma del segle i aC, liderada pels samnites.

## Conseqüències
El tractat de Lodi va posar fi a les guerres de Llombardia i va garantir 40 anys de pau estable a la península italiana, afavorint l'eclosió artística i literària del Renaixement.
El tractat de Lodi va permetre tant al Ducat de Milà com al Regne de Nàpols una pau definitiva amb la República de Florència. Sobre aquest equilibri de poder construir Llorenç el Magnífic la seva perdurable política externa. El tractat de Lodi en si mateix, però, va perdre vigència el 1455, quan Nàpols, Florència i el Papa Borja Alexandre VI van reprendre els seus atacs a Milà. L'statu quo establert a Lodi va durar fins a 1494, quan les tropes franceses introduïdes a Itàlia per Carles VIII de França van iniciar les Guerres d'Itàlia per mirar de recuperar el control sobre el Regne de Nàpols.